# Teisme
En la filosofia i la religió el teisme (del grec theos, "déu") és el pensament, doctrina o creença en l'existència d'un déu o déus. De manera específica, és la creença en un ésser suprem que ha creat i que sosté l'univers, tot restant diferenciat d'aquest univers; altrament dit, és la creença en un déu personal, creador i provident.
El teisme és un pensament eminentment teològic, però pot ser també una opció filosòfica o espiritual personal, sense el suport de cap doctrina religiosa en particular, que admet l'existència d'un déu que ha creat l'univers i el transcendeix. Aquesta doctrina s'oposa a l'ateisme, que nega l'existència de la divinitat, i a l'agnosticisme, segons el qual l'existència o no d'un déu o una mitologia de deïtats és desconeguda i, per tant, irrellevant. A diferència dels deistes, que també afirmen l'existència d'un déu però només en tant que ésser creador, negant-ne la transcendència, els teistes sostenen que déu intervé activament en els afers humans i que, a més, hom pot reconèixer la seva natura i atributs (com ara l'omnipotència, l'omnisciència, la immutabilitat i la impassibilitat).

## Etimologia
El terme teisme deriva del grec θεός (theós) o theoi que significa "déu" o "déus". El terme teisme va ser utilitzat per primera vegada per Ralph Cudworth (1617–1688). En la definició de Cudworth, són "estrictament i pròpiament anomenats teistes, que afirmen que un ésser intel·ligent perfectament conscient, o ment, existent per si mateix des de l'eternitat, era la causa de totes les altres coses".

## Tipus de teisme

### Monoteisme
El monoteisme (del grec μόνος) és la creença en la teologia que només existeix una divinitat. Algunes religions monoteistes modernes inclouen el judaisme, el cristianisme, l'islam, la fe bahá'í, el sikhisme, el zoroastrisme, algunes sectes de l'hinduisme i l'eckankar.

### Politeisme
El politeisme és la creença en múltiples deïtats, que solen reunir-se en un panteó, juntament amb les seves pròpies sectes i rituals religiosos. El politeisme era la forma típica de religió abans del desenvolupament i la difusió de les religions abrahàmiques del judaisme, el cristianisme i l'islam, que imposen el monoteisme. Està ben documentat al llarg de la història; des de la prehistòria i els registres més antics de l'antiga religió egípcia i de l'antiga religió mesopotàmica fins a les religions predominants durant l'antiguitat clàssica, com la religió grega antiga i la religió romana antiga, i en religions ètniques com el paganisme germànic, eslau i bàltic i les religions natives americanes.
Les religions politeistes més destacades que es practiquen avui inclouen el taoisme, el shenisme o la religió popular xinesa, el xintoisme japonès, la santeria, la majoria de les religions africanes tradicionals i diverses religions neopaganes com la Wicca, el druidisme, la Romuva i l'hel·lenisme. L'hinduisme, encara que popularment es considera politeista, no es pot categoritzar exclusivament com a tal, ja que alguns hindús es consideren panteistes i altres es consideren monoteistes. Tots dos són compatibles amb els textos hindús ja que no hi ha consens d'estandardització de la fe. Vedanta, l'escola més dominant de l'hinduisme, ofereix una combinació de monoteisme i politeisme, sostenint que Brahman és l'única realitat última de l'univers, però la unitat amb ell es pot assolir adorant múltiples déus i deesses.
Una divisió important en les pràctiques politeistes modernes és entre l'anomenat politeisme tou i el politeisme dur. El politeisme "suau" és la creença que els diferents déus poden ser arquetips psicològics, personificacions de forces naturals o com un déu essencial interpretat a través de les lents de diferents cultures (per exemple, Odin, Zeus i Indra són tots el mateix déu interpretat per pobles germànics, grecs i índics respectivament) - conegut com omniteisme. D'aquesta manera, els déus poden ser intercanviables entre cultures. El politeisme "dur" és la creença que els déus són éssers divins diferents, separats i reals, més que arquetips psicològics o personificacions de forces naturals. Els politeistes durs rebutgen la idea que "tots els déus són un déu essencial" i també poden rebutjar completament l'existència de déus fora del seu propi panteó.

### Panteisme

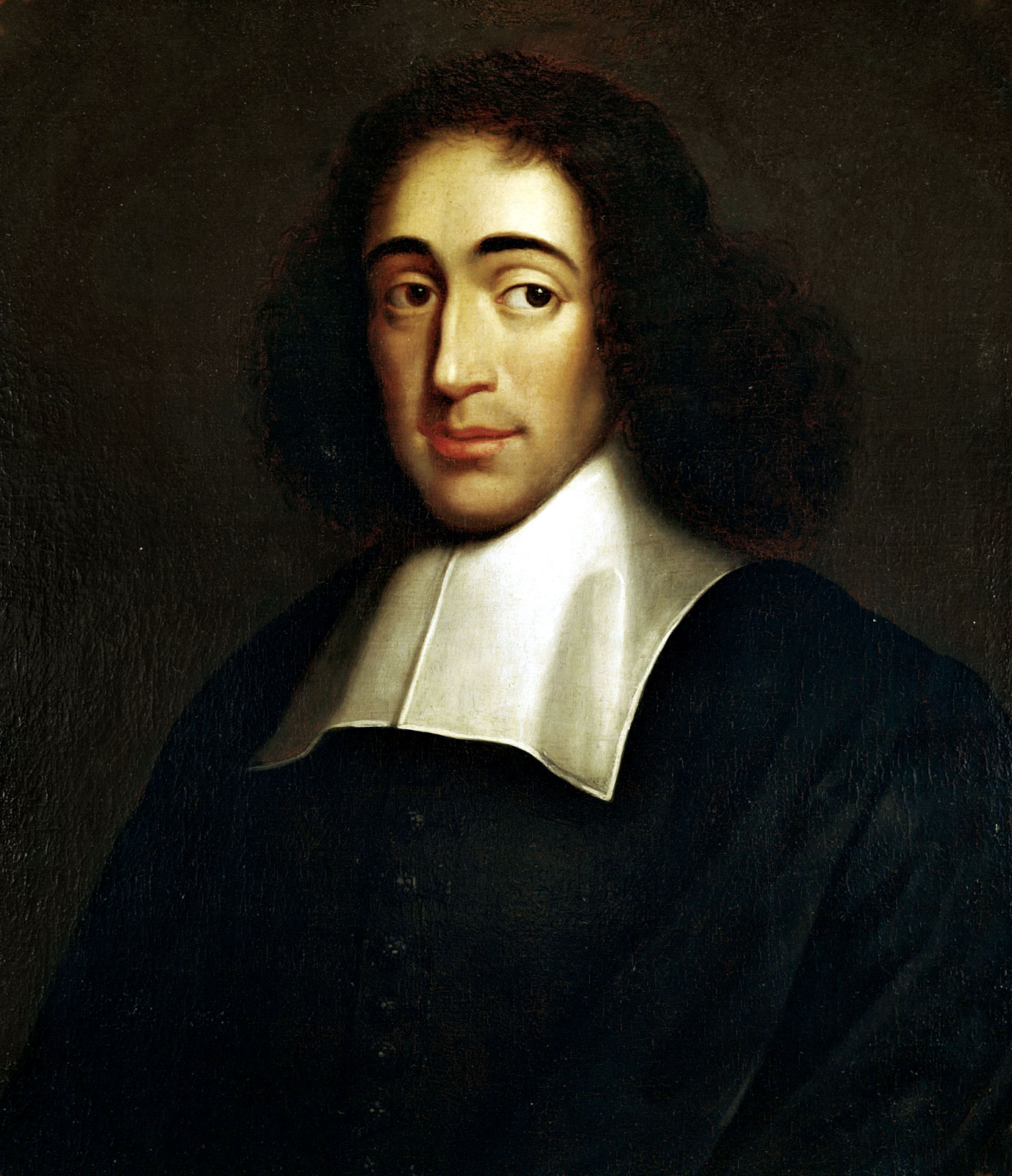
La filosofia de Baruch Spinoza sovint es considera panteisme.

El panteisme és la creença que la realitat, l'univers i el cosmos són idèntics a la divinitat i a un ésser o entitat suprem, assenyalant que l'univers és una deïtat creadora immanent que encara s'està expandint i creant, que ha existit des del principi dels temps. o que totes les coses componen un déu o deessa immanent i global i considera l'univers com una manifestació d'una deïtat. Això inclou tots els objectes astronòmics que es consideren part d'una única deïtat. El culte a tots els déus de cada religió és una altra definició, però s'anomena amb més precisió omnisme. La creença panteista no reconeix un déu personal distint, antropomòrfic o no, sinó que caracteritza una àmplia gamma de doctrines que difereixen en formes de relacions entre la realitat i la divinitat. Els conceptes panteistes es remunten a milers d'anys i s'han identificat elements panteistes en diverses tradicions religioses. El terme panteisme va ser encunyat pel matemàtic Joseph Raphson el 1697 i des de llavors, s'ha utilitzat per descriure les creences de diverses persones i organitzacions. El panteisme es va popularitzar a la cultura occidental com una teologia i filosofia basada en l'obra del filòsof del segle XVII Baruch Spinoza, en particular, el seu llibre Ètica. El filòsof i cosmòleg Giordano Bruno també va adoptar una postura panteista al segle XVI.

### Universalisme
L'universalisme és la ideologia que afirma l'existència d'una veritat universal, objectiva i eterna que ho determina tot i, per tant, ha de ser admesa igualment per tots els éssers humans. Un pensament universalista assegura la veracitat de manera única i indiscutible de veure, explicar o organitzar les coses.

## Tipus de teisme segons la benevolencia divina
- Teofília: és el posicionament majoritari. En aquest es creu que els deus són benevolents i són mereixedors de devoció.
- Malteisme: aquest posicionament pren com a evidència les desgràcies que passen al món per a dir que el o els deus no són bons ni perfectes.
- Originisme: aquest és un posicionament que només té en compte l'origen diví.